# Biathlon-Weltcup 1991/92
Der Biathlon-Weltcup 1991/92 war eine Wettkampfserie im Biathlon, die aus jeweils 12 Einzel-, drei Staffel- und zwei Teamrennen für Männer und Frauen bestand und an sechs Veranstaltungsorten ausgetragen wurde. Neben den sechs Weltcupveranstaltungen in Hochfilzen, Ruhpolding, Antholz, Oslo, Fagernes und Nowosibirsk fanden die Olympischen Winterspiele 1992 im französischen Albertville statt, die Ergebnisse gingen jedoch nicht in die Weltcup-Wertung ein. 
Den Gesamtweltcup bei den Männern gewann Jon Åge Tyldum vor Mikael Löfgren und Sylfest Glimsdal bei den Frauen Anfissa Reszowa vor Anne Briand und Petra Schaaf.

## Männer

### Resultate
| 1. Weltcup in Hochfilzen, 19. Dezember 1991 – 22. Dezember 1991 | 1. Weltcup in Hochfilzen, 19. Dezember 1991 – 22. Dezember 1991 | 1. Weltcup in Hochfilzen, 19. Dezember 1991 – 22. Dezember 1991           | 1. Weltcup in Hochfilzen, 19. Dezember 1991 – 22. Dezember 1991           | 1. Weltcup in Hochfilzen, 19. Dezember 1991 – 22. Dezember 1991 |
| --------------------------------------------------------------- | --------------------------------------------------------------- | ------------------------------------------------------------------------- | ------------------------------------------------------------------------- | --------------------------------------------------------------- |
| Datum                                                           | Disziplin                                                       | Erster Platz                                                              | Zweiter Platz                                                             | Dritter Platz                                                   |
| 19. Dezember 1991 (Do.)                                         | Einzel (20 km)                                                  | Jens Steinigen                                                            | Christian Dumont                                                          | Mark Kirchner                                                   |
| 21. Dezember 1991 (Sa.)                                         | Sprint (10 km)                                                  | Alexander Popow                                                           | Sylfest Glimsdal                                                          | Sverre Istad                                                    |
| 22. Dezember 1991 (So.)                                         | Team (20 km)                                                    | GUSAnatoli Schdanowitsch Sergei Tarassow Waleri Medwedzew Alexander Popow | FrankreichXavier Blond Stéphane Bouthiaux Lionel Laurent Christian Dumont | TschechoslowakeiPetr Garabík Tomáš Kos Martin Rypl Jiří Holubec |

| 2. Weltcup in Ruhpolding, 16. Januar 1992 – 19. Januar 1992 | 2. Weltcup in Ruhpolding, 16. Januar 1992 – 19. Januar 1992 | 2. Weltcup in Ruhpolding, 16. Januar 1992 – 19. Januar 1992               | 2. Weltcup in Ruhpolding, 16. Januar 1992 – 19. Januar 1992      | 2. Weltcup in Ruhpolding, 16. Januar 1992 – 19. Januar 1992           |
| ----------------------------------------------------------- | ----------------------------------------------------------- | ------------------------------------------------------------------------- | ---------------------------------------------------------------- | --------------------------------------------------------------------- |
| Datum                                                       | Disziplin                                                   | Erster Platz                                                              | Zweiter Platz                                                    | Dritter Platz                                                         |
| 16. Januar 1992 (Do.)                                       | Einzel (20 km)                                              | Andreas Zingerle                                                          | Waleri Medwedzew                                                 | Josh Thompson                                                         |
| 18. Januar 1992 (Sa.)                                       | Sprint (10 km)                                              | Jens Steinigen                                                            | Tomáš Kos                                                        | Thierry Gerbier                                                       |
| 19. Januar 1992 (So.)                                       | Staffel (4 × 7,5 km)                                        | ItalienPieralberto Carrara Johann Passler Edmund Zitturi Andreas Zingerle | DeutschlandFrank Luck Mark Kirchner Jens Steinigen Fritz Fischer | GUSSergei Tschepikow Sergei Tarassow Waleri Medwedzew Alexander Popow |

| 3. Weltcup in Antholz, 23. Januar 1992 – 26. Januar 1992 | 3. Weltcup in Antholz, 23. Januar 1992 – 26. Januar 1992 | 3. Weltcup in Antholz, 23. Januar 1992 – 26. Januar 1992                  | 3. Weltcup in Antholz, 23. Januar 1992 – 26. Januar 1992              | 3. Weltcup in Antholz, 23. Januar 1992 – 26. Januar 1992      |
| -------------------------------------------------------- | -------------------------------------------------------- | ------------------------------------------------------------------------- | --------------------------------------------------------------------- | ------------------------------------------------------------- |
| Datum                                                    | Disziplin                                                | Erster Platz                                                              | Zweiter Platz                                                         | Dritter Platz                                                 |
| 23. Januar 1992 (Do.)                                    | Einzel (20 km)                                           | Waleri Kirijenko                                                          | Sergei Tschepikow                                                     | Geir Einang                                                   |
| 25. Januar 1992 (Sa.)                                    | Sprint (10 km)                                           | Alexander Popow                                                           | Ricco Groß                                                            | Jon Åge Tyldum                                                |
| 26. Januar 1992 (So.)                                    | Staffel (4 × 7,5 km)                                     | ItalienHubert Leitgeb Johann Passler Pieralberto Carrara Andreas Zingerle | GUSAlexander Popow Sergei Tarassow Waleri Kirijenko Sergei Tschepikow | NorwegenGeir Einang Jon Åge Tyldum Gisle Fenne Eirik Kvalfoss |

| 4. Weltcup in Oslo, 8. März 1992 – 9. März 1992 | 4. Weltcup in Oslo, 8. März 1992 – 9. März 1992 | 4. Weltcup in Oslo, 8. März 1992 – 9. März 1992             | 4. Weltcup in Oslo, 8. März 1992 – 9. März 1992             | 4. Weltcup in Oslo, 8. März 1992 – 9. März 1992             |
| ----------------------------------------------- | ----------------------------------------------- | ----------------------------------------------------------- | ----------------------------------------------------------- | ----------------------------------------------------------- |
| Datum                                           | Disziplin                                       | Erster Platz                                                | Zweiter Platz                                               | Dritter Platz                                               |
| ??. März 1992 (??.)                             | Einzel (20 km)                                  | das Einzelrennen wurde abgesagt und in Fagernes nachgeholt. | das Einzelrennen wurde abgesagt und in Fagernes nachgeholt. | das Einzelrennen wurde abgesagt und in Fagernes nachgeholt. |
| 8. März 1992 (So.)                              | Sprint (10 km)                                  | Frode Løberg                                                | Ludwig Gredler                                              | Wolfgang Perner                                             |
| ??. März 1992 (??.)                             | Staffel (4 × 7,5 km)                            | das Staffelrennen wurde abgesagt und nicht nachgeholt.      | das Staffelrennen wurde abgesagt und nicht nachgeholt.      | das Staffelrennen wurde abgesagt und nicht nachgeholt.      |

| 5. Weltcup in Fagernes, 10. März 1992 – 15. März 1992 | 5. Weltcup in Fagernes, 10. März 1992 – 15. März 1992 | 5. Weltcup in Fagernes, 10. März 1992 – 15. März 1992       | 5. Weltcup in Fagernes, 10. März 1992 – 15. März 1992              | 5. Weltcup in Fagernes, 10. März 1992 – 15. März 1992                         |
| ----------------------------------------------------- | ----------------------------------------------------- | ----------------------------------------------------------- | ------------------------------------------------------------------ | ----------------------------------------------------------------------------- |
| Datum                                                 | Disziplin                                             | Erster Platz                                                | Zweiter Platz                                                      | Dritter Platz                                                                 |
| 10. März 1992 (Di.)                                   | Einzel (20 km)                                        | Mark Kirchner                                               | Sergei Tschepikow                                                  | Mikael Löfgren                                                                |
| 12. März 1992 (Do.)                                   | Sprint (10 km)                                        | Patrice Bailly-Salins                                       | Jon Åge Tyldum                                                     | Sylfest Glimsdal                                                              |
| 14. März 1992 (Sa.)                                   | Einzel (20 km)                                        | Geir Einang                                                 | Jon Åge Tyldum                                                     | Sergei Tschepikow                                                             |
| 15. März 1992 (So.)                                   | Staffel (4 × 7,5 km)                                  | NorwegenGeir Einang Gisle Fenne Jon Åge Tyldum Frode Løberg | ÖsterreichLudwig Gredler Wolfgang Perner Franz Schuler Alfred Eder | Norwegen 2Eirik Kvalfoss Sylfest Glimsdal Jo Severin Matberg Halvard Hanevold |

| 6. Weltcup in Nowosibirsk, 19. März 1992 – 22. März 1992 | 6. Weltcup in Nowosibirsk, 19. März 1992 – 22. März 1992 | 6. Weltcup in Nowosibirsk, 19. März 1992 – 22. März 1992                    | 6. Weltcup in Nowosibirsk, 19. März 1992 – 22. März 1992         | 6. Weltcup in Nowosibirsk, 19. März 1992 – 22. März 1992   |
| -------------------------------------------------------- | -------------------------------------------------------- | --------------------------------------------------------------------------- | ---------------------------------------------------------------- | ---------------------------------------------------------- |
| Datum                                                    | Disziplin                                                | Erster Platz                                                                | Zweiter Platz                                                    | Dritter Platz                                              |
| 19. März 1992 (Do.)                                      | Einzel (20 km)                                           | Wolfgang Perner                                                             | Sylfest Glimsdal                                                 | Hubert Leitgeb                                             |
| 21. März 1992 (Sa.)                                      | Sprint (10 km)                                           | Wilfried Pallhuber                                                          | Ludwig Gredler                                                   | Mikael Löfgren                                             |
| 22. März 1992 (So.)                                      | Team (20 km) (WM)                                        | GUSJauhen Redskin Anatoli Schdanowitsch Alexander Popow Alexander Tropnikow | NorwegenFrode Løberg Jon Åge Tyldum Sylfest Glimsdal Gisle Fenne | EstlandAivo Udras Hillar Zahkna Urmas Kaldvee Kalju Ojaste |

### Weltcupstände
| Endstand nach 12 Rennen (Top 10) |                       |        |       |
| \| Rang \| Name \| Punkte \| Siege \| \| ---- \| --------------------- \| ------ \| ----- \| \| 01 \| Jon Åge Tyldum \| 173 \| 0 \| \| 02 \| Mikael Löfgren \| 145 \| 0 \| \| 03 \| Sylfest Glimsdal \| 131 \| 0 \| \| 04 \| Johann Passler \| 130 \| 0 \| \| 05 \| Patrice Bailly-Salins \| 129 \| 1 \| \| 06 \| Andreas Zingerle \| 122 \| 1 \| \| 07 \| Alexander Popow \| 120 \| 2 \| \| 08 \| Gisle Fenne \| 112 \| 0 \| \| 09 \| Wilfried Pallhuber \| 111 \| 1 \| \| 10 \| Geir Einang \| 109 \| 1 \| |                       |        |       |
| Rang | Name                  | Punkte | Siege |
| 01 | Jon Åge Tyldum        | 173    | 0     |
| 02 | Mikael Löfgren        | 145    | 0     |
| 03 | Sylfest Glimsdal      | 131    | 0     |
| 04 | Johann Passler        | 130    | 0     |
| 05 | Patrice Bailly-Salins | 129    | 1     |
| 06 | Andreas Zingerle      | 122    | 1     |
| 07 | Alexander Popow       | 120    | 2     |
| 08 | Gisle Fenne           | 112    | 0     |
| 09 | Wilfried Pallhuber    | 111    | 1     |
| 10 | Geir Einang           | 109    | 1     |

| Rang | Name                | Punkte | Siege |
| ---- | ------------------- | ------ | ----- |
| 01   | Jon Åge Tyldum      | 89     | 0     |
| 02   | Sergei Tschepikow   | 86     | 0     |
| 03   | Mark Kirchner       | 82     | 1     |
| 04   | Andreas Zingerle    | 82     | 1     |
| 05   | Geir Einang         | 81     | 1     |
| 06   | Mikael Löfgren      | 60     | 0     |
| 07   | Johann Passler      | 59     | 0     |
| 08   | Waleri Medwedzew    | 57     | 0     |
| 09   | Lionel Laurent      | 57     | 0     |
| 10   | Frank-Peter Roetsch | 55     | 0     |

| Rang | Name                  | Punkte | Siege |
| ---- | --------------------- | ------ | ----- |
| 01   | Sylfest Glimsdal      | 88     | 0     |
| 02   | Patrice Bailly-Salins | 85     | 1     |
| 03   | Mikael Löfgren        | 85     | 0     |
| 04   | Jon Åge Tyldum        | 84     | 0     |
| 05   | Gisle Fenne           | 82     | 0     |
| 06   | Alexander Popow       | 78     | 2     |
| 07   | Wilfried Pallhuber    | 75     | 1     |
| 08   | Ludwig Gredler        | 75     | 0     |
| 09   | Johann Passler        | 71     | 0     |
| 10   | Frode Løberg          | 69     | 1     |

| Rang | Land       | Punkte | Siege |
| ---- | ---------- | ------ | ----- |
| 01   | Norwegen   |        | 3     |
| 02   | Italien    |        | 4     |
| 03   | Frankreich |        | 1     |
| 04   |            |        |       |
| 05   |            |        |       |
| 06   |            |        |       |
| 07   |            |        |       |
| 08   |            |        |       |
| 09   |            |        |       |
| 10   |            |        |       |

### Tabelle
| Rang | Name                  | Punkte |
| ---- | --------------------- | ------ |
| 01   | Jon Åge Tyldum        | 173    |
| 02   | Mikael Löfgren        | 145    |
| 03   | Sylfest Glimsdal      | 131    |
| 04   | Johann Passler        | 130    |
| 05   | Patrice Bailly-Salins | 129    |
| 06   | Andreas Zingerle      | 122    |
| 07   | Alexander Popow       | 120    |
| 08   | Gisle Fenne           | 112    |
| 09   | Wilfried Pallhuber    | 111    |
| 10   | Geir Einang           | 109    |
| 11   | Sergei Tschepikow     | 108    |
| 12   | Frode Løberg          | 106    |
| 13   | Mark Kirchner         | 102    |
| 14   | Wolfgang Perner       | 92     |
| 15   | Ludwig Gredler        | 89     |
| 16   | Alfred Eder           | 88     |
| 17   | Hubert Leitgeb        | 81     |
| 18   | Steffen Hoos          | 79     |
| 19   | Waleri Kirijenko      | 75     |
| 20   | Eirik Kvalfoss        | 74     |
| 21   | Christian Dumont      | 72     |
| 22   | Franz Schuler         | 71     |
| 23   | Jens Steinigen        | 71     |
| 24   | Thierry Gerbier       | 71     |
| 25   | Frank-Peter Roetsch   | 68     |
| 26   | Sergei Tarassow       | 65     |
| 27   | Frank Luck            | 58     |
| 28   | Waleri Medwedzew      | 57     |
| 29   | Lionel Laurent        | 57     |
| 30   | Leif Andersson        | 56     |

| Rang | Name                  | Punkte |
| ---- | --------------------- | ------ |
| 31   | Xavier Blond          | 55     |
| 32   | Ricco Groß            | 55     |
| 33   | Pieralberto Carrara   | 50     |
| 34   | Anatoli Schdanowitsch | 50     |
| 35   | Stéphane Bouthiaux    | 48     |
| 36   | Fritz Fischer         | 46     |
| 37   | Jauhen Redskin        | 44     |
| 38   | Urmas Kaldvee         | 41     |
| 39   | Thierry Dusserre      | 37     |
| 40   | Bostjan Lekan         | 36     |
| 41   | Hervé Flandin         | 35     |
| 42   | Jean-Marc Chabloz     | 34     |
| 43   | Egon Leitner          | 32     |
| 44   | Tomáš Kos             | 31     |
| 45   | Aleksander Grajf      | 30     |
| 46   | Raik Dittrich         | 30     |
| 47   | Edmund Zitturi        | 28     |
| 48   | Sverre Istad          | 26     |
| 49   | Martin Rypl           | 24     |
| 50   | Josh Thompson         | 24     |
| 51   | Jiří Holubec          | 22     |
| 52   | Jure Velepec          | 21     |
| 53   | Janez Ožbolt          | 21     |
| 54   | Petr Garabík          | 20     |
| 55   | Erkki Latvala         | 16     |
| 56   | Michael Dixon         | 16     |
| 57   | Jo Severin Matberg    | 15     |
| 58   | Jaakko Niemi          | 14     |
| 59   | Gilles Marguet        | 14     |
| 60   | Harri Eloranta        | 13     |

| Rang | Name                   | Punkte |
| ---- | ---------------------- | ------ |
| 61   | Waleri Noskow          | 13     |
| 62   | Halvard Hanevold       | 12     |
| 63   | Bruno Hofstätter       | 11     |
| 64   | Uros Velepec           | 11     |
| 65   | Ismo Mäkinen           | 11     |
| 66   | Rami Mäkelä            | 10     |
| 67   | Ulf Johansson          | 10     |
| 68   | Gottlieb Taschler      | 10     |
| 69   | Tord Wiksten           | 9      |
| 70   | Aivo Udras             | 8      |
| 71   | Alexander Petschorskij | 7      |
| 72   | Misao Kodate           | 7      |
| 73   | Steve Cyr              | 7      |
| 74   | Miroslav Janata        | 6      |
| 75   | Wladimir Roschkow      | 5      |
| 76   | Hillar Zahkna          | 4      |
| 77   | Pavel Sládek           | 3      |
| 78   | Gintaras Jasinskas     | 3      |
| 79   | Vesa Hietalahti        | 3      |
| 80   | Elmar Mutschlechner    | 2      |
| 81   | Kenneth Rudd           | 1      |
| 82   | Ivan Masařík           | 1      |

## Frauen

### Resultate
| 1. Weltcup in Hochfilzen, 19. Dezember 1991 – 22. Dezember 1991 | 1. Weltcup in Hochfilzen, 19. Dezember 1991 – 22. Dezember 1991 | 1. Weltcup in Hochfilzen, 19. Dezember 1991 – 22. Dezember 1991 | 1. Weltcup in Hochfilzen, 19. Dezember 1991 – 22. Dezember 1991 | 1. Weltcup in Hochfilzen, 19. Dezember 1991 – 22. Dezember 1991 |
| --------------------------------------------------------------- | --------------------------------------------------------------- | --------------------------------------------------------------- | --------------------------------------------------------------- | --------------------------------------------------------------- |
| Datum                                                           | Disziplin                                                       | Erster Platz                                                    | Zweiter Platz                                                   | Dritter Platz                                                   |
| 19. Dezember 1991 (Do.)                                         | Einzel (15 km)                                                  | Anne Elvebakk                                                   | Petra Schaaf                                                    | Elin Kristiansen                                                |
| 21. Dezember 1991 (Sa.)                                         | Sprint (7,5 km)                                                 | Antje Misersky                                                  | Jelena Belowa                                                   | Elin Kristiansen                                                |
| 22. Dezember 1991 (So.)                                         | Team (15 km)                                                    | das Rennen wurde wegen Regens abgesagt                          | das Rennen wurde wegen Regens abgesagt                          | das Rennen wurde wegen Regens abgesagt                          |

| 2. Weltcup in Ruhpolding, 16. Januar 1992 – 19. Januar 1992 | 2. Weltcup in Ruhpolding, 16. Januar 1992 – 19. Januar 1992 | 2. Weltcup in Ruhpolding, 16. Januar 1992 – 19. Januar 1992 | 2. Weltcup in Ruhpolding, 16. Januar 1992 – 19. Januar 1992 | 2. Weltcup in Ruhpolding, 16. Januar 1992 – 19. Januar 1992 |
| ----------------------------------------------------------- | ----------------------------------------------------------- | ----------------------------------------------------------- | ----------------------------------------------------------- | ----------------------------------------------------------- |
| Datum                                                       | Disziplin                                                   | Erster Platz                                                | Zweiter Platz                                               | Dritter Platz                                               |
| 16. Januar 1992 (Do.)                                       | Einzel (15 km)                                              | Uschi Disl                                                  | Gabriela Suvová                                             | Antje Misersky                                              |
| 18. Januar 1992 (Sa.)                                       | Sprint (7,5 km)                                             | Anfissa Reszowa                                             | Antje Misersky                                              | Petra Schaaf                                                |
| 19. Januar 1992 (So.)                                       | Staffel (3 × 7,5 km)                                        | DeutschlandUschi Disl Antje Misersky Petra Schaaf           | GUSJelena Belowa Anfissa Reszowa Swetlana Petschorskaja     | NorwegenSigne Trosten Anne Elvebakk Hildegunn Fossen        |

| 3. Weltcup in Antholz, 23. Januar 1992 – 26. Januar 1992 | 3. Weltcup in Antholz, 23. Januar 1992 – 26. Januar 1992 | 3. Weltcup in Antholz, 23. Januar 1992 – 26. Januar 1992 | 3. Weltcup in Antholz, 23. Januar 1992 – 26. Januar 1992 | 3. Weltcup in Antholz, 23. Januar 1992 – 26. Januar 1992  |
| -------------------------------------------------------- | -------------------------------------------------------- | -------------------------------------------------------- | -------------------------------------------------------- | --------------------------------------------------------- |
| Datum                                                    | Disziplin                                                | Erster Platz                                             | Zweiter Platz                                            | Dritter Platz                                             |
| 23. Januar 1992 (Do.)                                    | Einzel (15 km)                                           | Nadeschda Alexiewa                                       | Anne Briand                                              | Jelena Golowina                                           |
| 25. Januar 1992 (Sa.)                                    | Sprint (7,5 km)                                          | Swetlana Petschorskaja                                   | Grete Ingeborg Nykkelmo                                  | Anfissa Reszowa                                           |
| 26. Januar 1992 (So.)                                    | Staffel (3 × 7,5 km)                                     | FrankreichCorinne Niogret Véronique Claudel Anne Briand  | DeutschlandUschi Disl Antje Misersky Petra Schaaf        | GUSJelena Golowina Anfissa Reszowa Swetlana Petschorskaja |

| 4. Weltcup in Oslo, 6. März 1992 – 8. März 1992 | 4. Weltcup in Oslo, 6. März 1992 – 8. März 1992 | 4. Weltcup in Oslo, 6. März 1992 – 8. März 1992             | 4. Weltcup in Oslo, 6. März 1992 – 8. März 1992             | 4. Weltcup in Oslo, 6. März 1992 – 8. März 1992             |
| ----------------------------------------------- | ----------------------------------------------- | ----------------------------------------------------------- | ----------------------------------------------------------- | ----------------------------------------------------------- |
| Datum                                           | Disziplin                                       | Erster Platz                                                | Zweiter Platz                                               | Dritter Platz                                               |
| 6. März 1992 (Fr.)                              | Einzel (15 km)                                  | Anfissa Reszowa                                             | Anne Briand                                                 | Grete Ingeborg Nykkelmo                                     |
| ??. März 1992 (??.)                             | Sprint (7,5 km)                                 | das Sprintrennen wurde abgesagt und in Fagernes nachgeholt. | das Sprintrennen wurde abgesagt und in Fagernes nachgeholt. | das Sprintrennen wurde abgesagt und in Fagernes nachgeholt. |
| ??. März 1992 (??.)                             | Staffel (4 × 7,5 km)                            | das Staffelrennen wurde abgesagt und nicht nachgeholt.      | das Staffelrennen wurde abgesagt und nicht nachgeholt.      | das Staffelrennen wurde abgesagt und nicht nachgeholt.      |

| 5. Weltcup in Fagernes, 10. März 1992 – 15. März 1992 | 5. Weltcup in Fagernes, 10. März 1992 – 15. März 1992 | 5. Weltcup in Fagernes, 10. März 1992 – 15. März 1992   | 5. Weltcup in Fagernes, 10. März 1992 – 15. März 1992   | 5. Weltcup in Fagernes, 10. März 1992 – 15. März 1992 |
| ----------------------------------------------------- | ----------------------------------------------------- | ------------------------------------------------------- | ------------------------------------------------------- | ----------------------------------------------------- |
| Datum                                                 | Disziplin                                             | Erster Platz                                            | Zweiter Platz                                           | Dritter Platz                                         |
| 10. März 1992 (Di.)                                   | Sprint (7,5 km)                                       | Hildegunn Fossen                                        | Anne Briand                                             | Anfissa Reszowa                                       |
| 12. März 1992 (Do.)                                   | Sprint (7,5 km)                                       | Anfissa Reszowa                                         | Delphyne Burlet                                         | Petra Schaaf                                          |
| 14. März 1992 (Sa.)                                   | Einzel (15 km)                                        | Jiřina Adamičková                                       | Anne Briand                                             | Iwa Schkodrewa                                        |
| 15. März 1992 (So.)                                   | Staffel (3 × 7,5 km)                                  | FrankreichCorinne Niogret Véronique Claudel Anne Briand | NorwegenSigne Trosten Hildegunn Fossen Elin Kristiansen | DeutschlandUschi Disl Inga Kesper Petra Schaaf        |

| 6. Weltcup in Nowosibirsk, 19. März 1992 – 22. März 1992 | 6. Weltcup in Nowosibirsk, 19. März 1992 – 22. März 1992 | 6. Weltcup in Nowosibirsk, 19. März 1992 – 22. März 1992   | 6. Weltcup in Nowosibirsk, 19. März 1992 – 22. März 1992                | 6. Weltcup in Nowosibirsk, 19. März 1992 – 22. März 1992            |
| -------------------------------------------------------- | -------------------------------------------------------- | ---------------------------------------------------------- | ----------------------------------------------------------------------- | ------------------------------------------------------------------- |
| Datum                                                    | Disziplin                                                | Erster Platz                                               | Zweiter Platz                                                           | Dritter Platz                                                       |
| 19. März 1992 (Do.)                                      | Einzel (15 km)                                           | Elin Kristiansen                                           | Anfissa Reszowa                                                         | Iwa Schkodrewa                                                      |
| 21. März 1992 (Sa.)                                      | Sprint (10 km)                                           | Anfissa Reszowa                                            | Grete Ingeborg Nykkelmo                                                 | Petra Schaaf                                                        |
| 22. März 1992 (So.)                                      | Team (15 km) (WM)                                        | DeutschlandPetra Bauer Petra Schaaf Uschi Disl Inga Kesper | GUSJelena Belowa Inna Scheschkil Anfissa Reszowa Swetlana Petschorskaja | TschechienGabriela Suvová Eva Háková Jana Kulhavá Jiřina Adamičková |

### Weltcupstände
| Endstand nach 12 Rennen (Top 10) |                         |        |       |
| \| Rang \| Name \| Punkte \| Siege \| \| ---- \| ----------------------- \| ------ \| ----- \| \| 01 \| Anfissa Reszowa \| 212 \| 4 \| \| 02 \| Anne Briand \| 179 \| 0 \| \| 03 \| Petra Schaaf \| 173 \| 0 \| \| 04 \| Swetlana Petschorskaja \| 153 \| 1 \| \| 05 \| Uschi Disl \| 147 \| 1 \| \| 06 \| Grete Ingeborg Nykkelmo \| 146 \| 0 \| \| 07 \| Antje Misersky \| 141 \| 1 \| \| 08 \| Jiřina Adamičková \| 136 \| 1 \| \| 09 \| Elin Kristiansen \| 131 \| 1 \| \| 10 \| Iwa Schkodrewa \| 131 \| 0 \| |                         |        |       |
| Rang | Name                    | Punkte | Siege |
| 01 | Anfissa Reszowa         | 212    | 4     |
| 02 | Anne Briand             | 179    | 0     |
| 03 | Petra Schaaf            | 173    | 0     |
| 04 | Swetlana Petschorskaja  | 153    | 1     |
| 05 | Uschi Disl              | 147    | 1     |
| 06 | Grete Ingeborg Nykkelmo | 146    | 0     |
| 07 | Antje Misersky          | 141    | 1     |
| 08 | Jiřina Adamičková       | 136    | 1     |
| 09 | Elin Kristiansen        | 131    | 1     |
| 10 | Iwa Schkodrewa          | 131    | 0     |

| Rang | Name                    | Punkte | Siege |
| ---- | ----------------------- | ------ | ----- |
| 01   | Anfissa Reszowa         | 98     | 1     |
| 02   | Anne Briand             | 98     | 0     |
| 03   | Elin Kristiansen        | 95     | 1     |
| 04   | Iwa Schkodrewa          | 82     | 0     |
| 05   | Petra Schaaf            | 81     | 0     |
| 06   | Jiřina Adamičková       | 77     | 1     |
| 07   | Marija Manolowa         | 77     | 0     |
| 08   | Uschi Disl              | 74     | 1     |
| 09   | Swetlana Petschorskaja  | 74     | 0     |
| 10   | Grete Ingeborg Nykkelmo | 69     | 0     |

| Rang | Name                    | Punkte | Siege |
| ---- | ----------------------- | ------ | ----- |
| 01   | Anfissa Reszowa         | 114    | 3     |
| 02   | Petra Schaaf            | 92     | 0     |
| 03   | Jelena Belowa           | 84     | 0     |
| 04   | Antje Misersky          | 81     | 1     |
| 05   | Anne Briand             | 81     | 0     |
| 06   | Swetlana Petschorskaja  | 79     | 1     |
| 07   | Signe Trosten           | 78     | 0     |
| 08   | Grete Ingeborg Nykkelmo | 77     | 0     |
| 09   | Uschi Disl              | 73     | 0     |
| 10   | Inga Kesper             | 61     | 0     |

| Rang | Land        | Punkte | Siege |
| ---- | ----------- | ------ | ----- |
| 01   | Norwegen    |        | 3     |
| 02   | Deutschland |        | 3     |
| 03   | Frankreich  |        | 2     |
| 04   |             |        |       |
| 05   |             |        |       |
| 06   |             |        |       |
| 07   |             |        |       |
| 08   |             |        |       |
| 09   |             |        |       |
| 10   |             |        |       |

### Tabelle

#### Ergebnisse Athletinnen
| Pos. | Biathlet                | Hochfilzen | Hochfilzen | Ruhpolding | Ruhpolding | Antholz | Antholz | Oslo | Oslo | Fagernes | Fagernes | Nowosibirsk | Nowosibirsk | Punkte |
| Pos. | Biathlet                | Ez         | Sp         | Ez         | Sp         | Ez      | Sp      | Ez   | Sp   | Sp       | Ez       | Ez          | Sp          | Punkte |
| ---- | ----------------------- | ---------- | ---------- | ---------- | ---------- | ------- | ------- | ---- | ---- | -------- | -------- | ----------- | ----------- | ------ |
| 01   | Anfissa Reszowa         | –          | 012        | –          | 001        | 004     | 003     | 001  | 003  | 001      | 006      | 002         | 001         | 212    |
| 02   | Anne Briand             | 006        | 005        | 015        | 018        | 002     | 014     | 002  | 002  | 008      | 002      | 007         | 010         | 179    |
| 03   | Petra Schaaf            | 002        | 008        | 005        | 003        | 013     | 010     | 006  | 006  | 003      | –        | 012         | 003         | 173    |
| 04   | Swetlana Petschorskaja  | 029        | –          | 017        | 017        | 008     | 001     | 010  | 005  | 007      | 008      | 004         | 018         | 153    |
| 05   | Uschi Disl              | 022        | 020        | 001        | 008        | 010     | 029     | 008  | 010  | 006      | 016      | –           | 007         | 147    |
| 06   | Grete Ingeborg Nykkelmo | –          | –          | –          | –          | 017     | 002     | 003  | 017  | 010      | 010      | 006         | 002         | 146    |
| 07   | Antje Misersky          | 011        | 001        | 003        | 002        | 032     | 028     | 005  | 015  | 012      | –        | –           | –           | 141    |
| 08   | Jiřina Adamičková       | 010        | 017        | 004        | 004        | –       | –       | 018  | 022  | 013      | 001      | 017         | 011         | 136    |
| 09   | Elin Kristiansen        | 003        | 003        | –          | –          | –       | –       | 007  | 026  | –        | 004      | 001         | 014         | 131    |
| 10   | Iwa Schkodrewa          | 012        | 018        | –          | –          | 006     | 017     | –    | –    | 005      | 003      | 003         | 015         | 131    |
| 11   | Signe Trosten           | 014        | 006        | –          | 056        | 067     | 021     | 004  | 007  | 004      | 027      | 010         | 009         | 128    |
| 12   | Marija Manolowa         | 004        | 021        | –          | –          | 007     | 011     | –    | –    | 017      | 005      | 011         | 008         | 124    |
| 13   | Delphyne Burlet         | 032        | 035        | 052        | 025        | 015     | 049     | 017  | 004  | 002      | 011      | 005         | 017         | 114    |
| 14   | Jelena Belowa           | 030        | 002        | 011        | 009        | 058     | 007     | –    | –    | –        | –        | 023         | 004         | 102    |
| 15   | Jelena Golowina         | 007        | 040        | 006        | 010        | 003     | 006     | –    | –    | –        | –        | –           | –           | 99     |
| 16   | Inga Kesper             | –          | –          | 020        | 014        | 023     | 027     | 021  | 008  | 016      | 018      | 016         | 005         | 90     |
| 17   | Anne Elvebakk           | 001        | 004        | –          | 018        | 020     | 004     | –    | –    | –        | –        | –           | –           | 88     |
| 18   | Hildegunn Fossen        | 044        | –          | –          | 038        | 014     | 032     | 013  | 001  | 011      | 021      | 021         | 020         | 86     |
| 19   | Véronique Claudel       | 017        | 030        | 007        | 015        | 012     | 042     | 016  | 012  | –        | 020      | 008         | 027         | 86     |
| 20   | Gabriela Suvová         | 026        | 014        | 002        | 006        | –       | –       | –    | –    | –        | –        | 020         | 006         | 84     |
| 21   | Jelena Melnikowa        | 021        | 054        | 009        | 011        | 009     | 012     | –    | –    | –        | –        | –           | 019         | 75     |
| 22   | Corinne Niogret         | 048        | 032        | 008        | 022        | 016     | –       | –    | –    | 019      | 007      | 013         | 025         | 72     |
| 23   | Myriam Bédard           | 015        | 027        | 010        | 005        | 011     | 032     | –    | –    | –        | –        | –           | –           | 63     |
| 24   | Swetlana Paramygina     | 016        | 015        | 031        | 007        | 005     | 024     | –    | –    | –        | –        | –           | –           | 63     |
| 25   | Tuija Sikiö             | 041        | 019        | –          | –          | 031     | 039     | 011  | 009  | 015      | 015      | –           | –           | 61     |
| 26   | Nadeschda Alexiewa      | 039        | 048        | –          | –          | 001     | 008     | –    | –    | 022      | 022      | –           | 030         | 55     |
| 27   | Jana Vápeníková         | 037        | 007        | 019        | 040        | –       | –       | 011  | –    | –        | –        | 027         | 012         | 55     |
| 28   | Synnøve Thoresen        | 013        | 031        | –          | 020        | 057     | 051     | 020  | 025  | 009      | 025      | 022         | 034         | 48     |
| 29   | Åse Idland              | 005        | 024        | –          | 046        | 018     | 013     | –    | –    | –        | –        | –           | –           | 44     |
| 30   | Mia Stadig              | –          | –          | 018        | 023        | 064     | 041     | 014  | 013  | –        | –        | –           | –           | 36     |
| 31   | Nathalie Santer         | –          | –          | –          | –          | –       | –       | –    | –    | –        | –        | –           | –           | 35     |
| 32   | Joan Miller Smith       | –          | –          | –          | –          | –       | –       | –    | –    | –        | –        | –           | –           | 34     |
| 33   | Eva Háková              | –          | –          | –          | –          | –       | –       | –    | –    | –        | –        | –           | –           | 34     |
| 34   | Seija Hyytiäinen        | –          | –          | –          | –          | –       | –       | –    | –    | –        | –        | –           | –           | 33     |
| 35   | Silwana Blagoewa        | –          | –          | –          | –          | –       | –       | –    | –    | –        | –        | –           | –           | 32     |
| 36   | Joan Guetschow          | –          | –          | –          | –          | –       | –       | –    | –    | –        | –        | –           | –           | 31     |
| 37   | Inger Björkbom          | –          | –          | –          | –          | –       | –       | –    | –    | –        | –        | –           | –           | 30     |
| 38   | Yoshiko Honda           | –          | –          | –          | –          | –       | –       | –    | –    | –        | –        | –           | –           | 28     |
| 39   | Helena Garabíková       | –          | –          | –          | –          | –       | –       | –    | –    | –        | –        | –           | –           | 27     |
| 40   | Mari Lampinen           | –          | –          | –          | –          | –       | –       | –    | –    | –        | –        | –           | –           | 25     |
| 41   | Irina Agolakowa         | –          | –          | –          | –          | –       | –       | –    | –    | –        | –        | –           | –           | 25     |
| 42   | Nancy Bell-Johnstone    | –          | –          | –          | –          | –       | –       | –    | –    | –        | –        | –           | –           | 22     |
| 43   | Petra Bauer             | –          | –          | –          | –          | –       | –       | –    | –    | –        | –        | –           | –           | 21     |
| 44   | Krista Lepik            | –          | –          | –          | –          | –       | –       | –    | –    | –        | –        | –           | –           | 19     |
| 45   | Lise Meloche            | –          | –          | –          | –          | –       | –       | –    | –    | –        | –        | –           | –           | 18     |
| 46   | Tuija Vuoksiala         | –          | –          | –          | –          | –       | –       | –    | –    | –        | –        | –           | –           | 17     |
| 47   | Inna Scheschkil         | –          | –          | –          | –          | –       | –       | –    | –    | –        | –        | –           | –           | 17     |
| 48   | Olga Anissimowa         | –          | –          | –          | –          | –       | –       | –    | –    | –        | –        | –           | –           | 16     |
| 49   | Ann-Elen Skjelbreid     | –          | –          | –          | –          | –       | –       | –    | –    | –        | –        | –           | –           | 16     |
| 50   | Petra Nosková           | –          | –          | –          | –          | –       | –       | –    | –    | –        | –        | –           | –           | 15     |
| 51   | Zofia Kiełpińska        | –          | –          | –          | –          | –       | –       | –    | –    | –        | –        | –           | –           | 15     |
| 52   | Kazimiera Strolienė     | –          | –          | –          | –          | –       | –       | –    | –    | –        | –        | –           | –           | 14     |
| 53   | Iveta Knížková          | –          | –          | –          | –          | –       | –       | –    | –    | –        | –        | –           | –           | 13     |
| 54   | Sandra Paintin          | –          | –          | –          | –          | –       | –       | –    | –    | –        | –        | –           | –           | 13     |
| 55   | Jelena Všivtseva        | –          | –          | –          | –          | –       | –       | –    | –    | –        | –        | –           | –           | 13     |
| 56   | Swetlana Panjutina      | –          | –          | –          | –          | –       | –       | –    | –    | –        | –        | –           | –           | 12     |
| 57   | Song Aiqin              | –          | –          | –          | –          | –       | –       | –    | –    | –        | –        | –           | –           | 9      |
| 58   | Pam Nordheim            | –          | –          | –          | –          | –       | –       | –    | –    | –        | –        | –           | –           | 9      |
| 59   | Anna Hermansson         | –          | –          | –          | –          | –       | –       | –    | –    | –        | –        | –           | –           | 8      |
| 60   | Nadeschda Talanowa      | –          | –          | –          | –          | –       | –       | –    | –    | –        | –        | –           | –           | 8      |
| 61   | Unni Kristiansen        | –          | –          | –          | –          | –       | –       | –    | –    | –        | –        | –           | –           | 7      |
| 62   | Jane Isakson            | –          | –          | –          | –          | –       | –       | –    | –    | –        | –        | –           | –           | 7      |
| 63   | Mary Ostergren          | –          | –          | –          | –          | –       | –       | –    | –    | –        | –        | –           | –           | 6      |
| 64   | Timo Kohonen            | –          | –          | –          | –          | –       | –       | –    | –    | –        | –        | –           | –           | 6      |
| 65   | Martina Stede           | –          | –          | –          | –          | –       | –       | –    | –    | –        | –        | –           | –           | 6      |
| 66   | Adina Țuțulan-Șotropa   | –          | –          | –          | –          | –       | –       | –    | –    | –        | –        | –           | –           | 6      |
| 67   | Sophie Vandercruche     | –          | –          | –          | –          | –       | –       | –    | –    | –        | –        | –           | –           | 6      |
| 68   | Kerryn Pethybridge      | –          | –          | –          | –          | –       | –       | –    | –    | –        | –        | –           | –           | 4      |
| 69   | Eveli Peterson          | –          | –          | –          | –          | –       | –       | –    | –    | –        | –        | –           | –           | 4      |
| 70   | Patrice Jankowski       | –          | –          | –          | –          | –       | –       | –    | –    | –        | –        | –           | –           | 4      |
| 71   | Annette Sikveland       | –          | –          | –          | –          | –       | –       | –    | –    | –        | –        | –           | –           | 3      |
| 72   | Wera Wutschewa          | –          | –          | –          | –          | –       | –       | –    | –    | –        | –        | –           | –           | 3      |
| 73   | Ieva Cederštrēma        | –          | –          | –          | –          | –       | –       | –    | –    | –        | –        | –           | –           | 2      |
| 74   | Kerstin Moring          | –          | –          | –          | –          | –       | –       | –    | –    | –        | –        | –           | –           | 2      |
| 75   | Catarina Eklund         | –          | –          | –          | –          | –       | –       | –    | –    | –        | –        | –           | –           | 2      |
| 76   | Wang Jinfen             | –          | –          | –          | –          | –       | –       | –    | –    | –        | –        | –           | –           | 1      |
| 77   | Gillian Hamilton        | –          | –          | –          | –          | –       | –       | –    | –    | –        | –        | –           | –           | 1      |